# 朱坝街道
朱坝街道是中华人民共和国江苏省淮安市洪泽区下辖的一个街道办事处。
2014年10月16日，江苏省人民政府批复同意撤销高良涧镇。以原高良涧镇朱坝、三圩、大魏3个居委会和朱高、马棚、袁集、大刘、曹庄、墩南、富民7个村委会区域设立朱坝街道办事处，街道办事处驻长江西路1号。

## 行政区划
朱坝街道下辖以下村级行政区划单位：
朱坝社区、三圩社区、大魏社区、朱高村、马棚村、袁集村、大刘村、曹庄村、墩南村和富民村。